# Joseph Van Crombrugghe

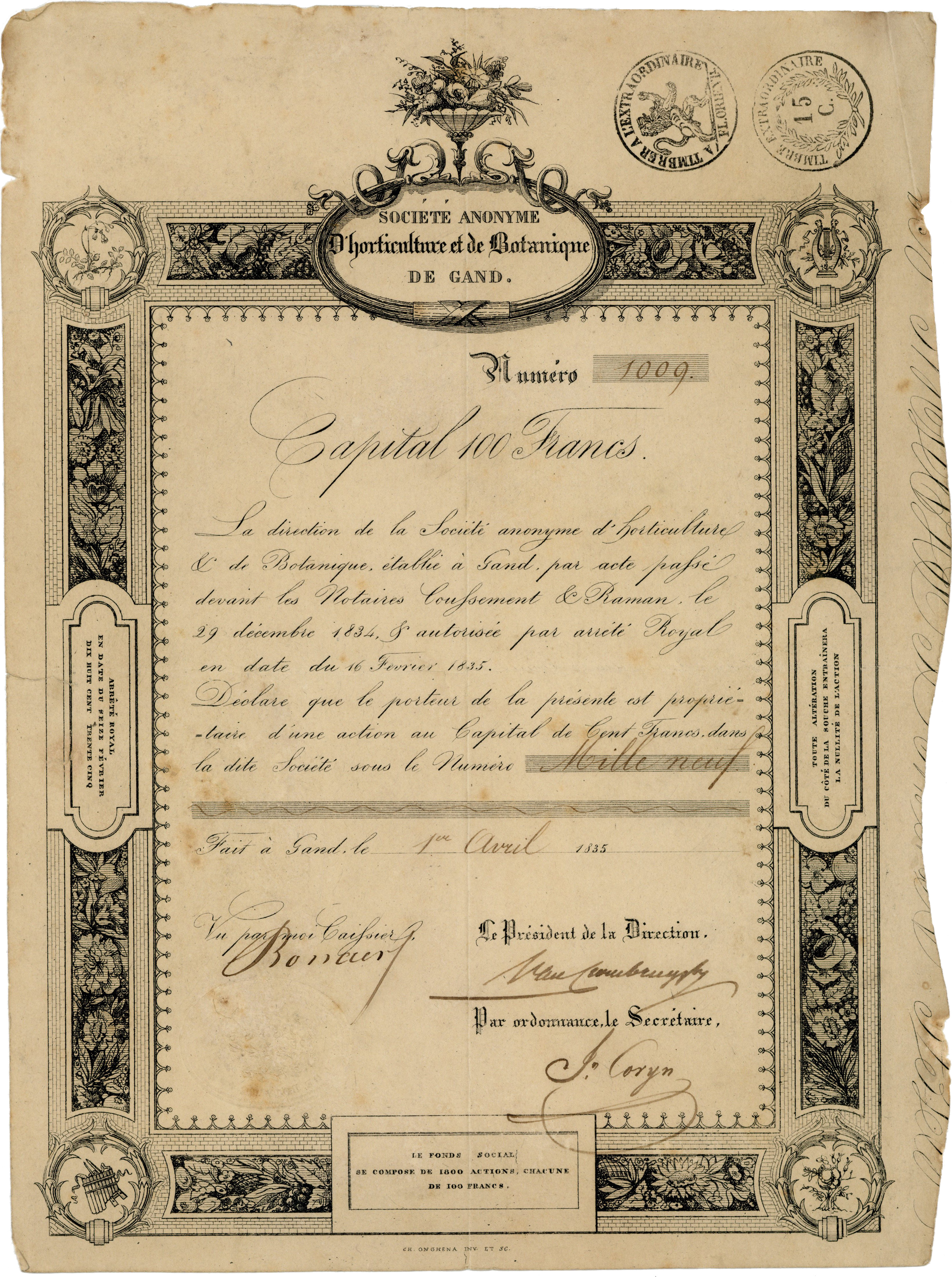
Aktie der Société Anonyme d’Horticulture et de Botanique de Gand über 100 Francs, ausgestellt in Gent am 1. April 1835, eigenhändig unterschrieben von ihrem Präsidenten Joseph Van Crombrugghe

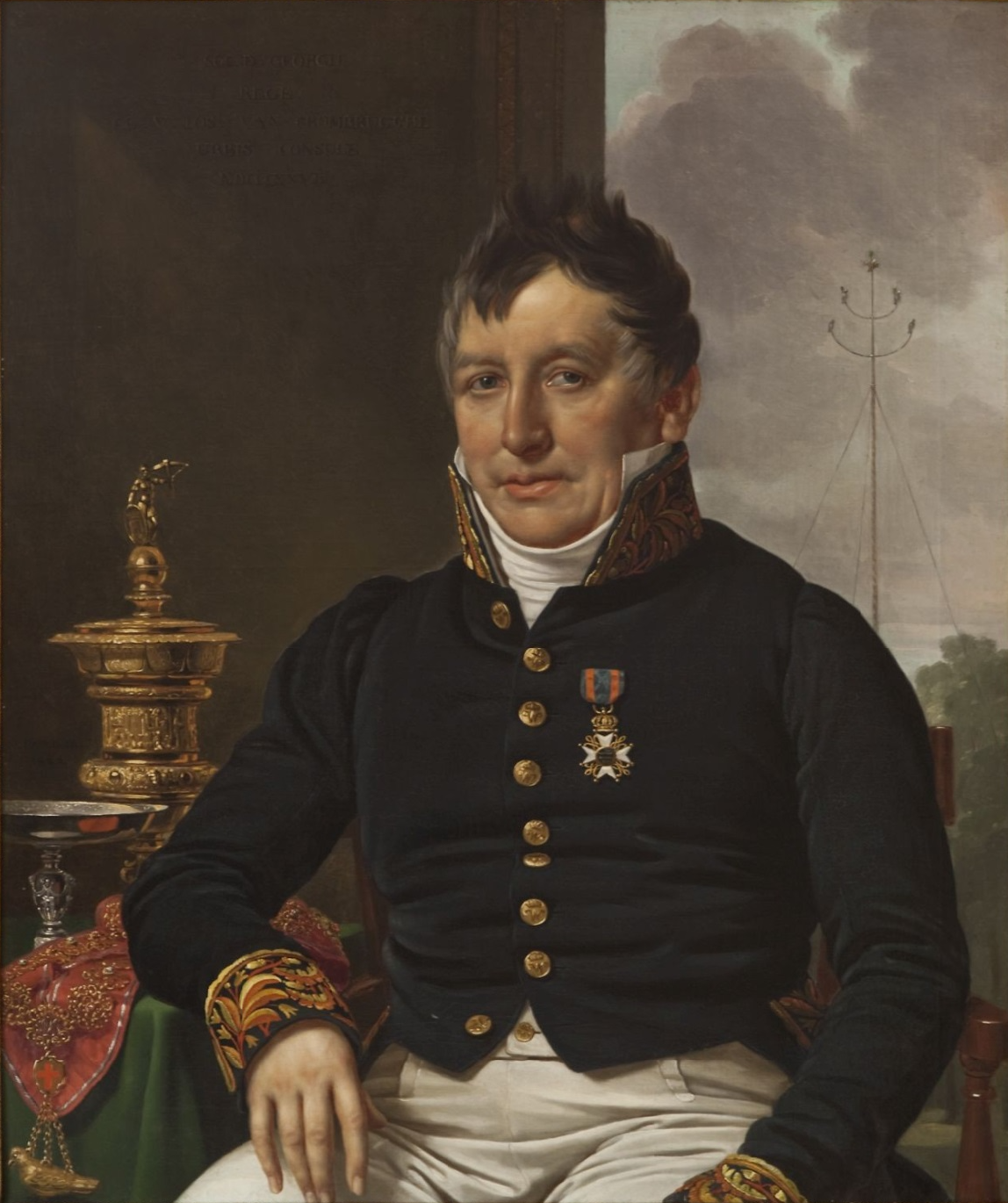
Joseph Van Crombrugghe

Joseph Van Crombrugghe (* 22. September 1770 in Gent; † 10. März 1842 ebenda) war ein Jurist und liberaler Politiker im Vereinigten Königreich der Niederlande und später in Belgien.
Er studierte bis 1792 Rechtswissenschaften an der Universität Löwen und schloss das Studium mit dem Doktorat ab. Anschließend ging er für weitere Studien nach Paris und ließ sich nach seiner Rückkehr in seiner Geburtsstadt Gent als Rechtsanwalt nieder.
Politisch wirkte er in den Jahren 1816/1817 als Mitglied des Parlaments (Provinciale Staten) der zu diesem Zeitpunkt niederländischen Provinz Ostflandern, von 1817 bis 1824 gehörte er der Zweiten Kammer der Generalstaaten an, dem Unterhaus des niederländischen Parlaments (Generalstaaten). In den Jahren von 1825 bis 1836 und von 1840 bis 1842 fungierte er als Bürgermeister der Stadt Gent. Darüber hinaus war er von 1836 bis 1842 erneut Mitglied des Provinzparlaments (Conseil provincial) Ostflanderns, das seit der Loslösung der südlichen Provinzen vom Vereinigten Königreich der Niederlande im Jahr 1830 zum neu entstandenen Staat Belgien gehörte.
Nach ihm war die Van Crombrugghe Genootschap benannt, eine im Oktober 1857 von Lehrern und Schülern der städtischen Schulen in Gent gegründete flämische Kulturvereinigung.